# Nisa del Meandre
|  | Aquest article tracta sobre una ciutat de Cària. Vegeu-ne altres significats a «Nissa». |

|  | Aquest article tracta sobre la ciutat de Cària. Si cerqueu l'antiga ciutat de Turkmenistan, vegeu «Nasa». |

Nisa (en llatí Nysa o Nyssa, en grec antic Νύσα o Νύσσα) era una ciutat de Cària al vessant sud de les muntanyes Messogis, al nord del riu Meandre, aproximadament a mig camí entre Tralles i Antioquia. Segons Estrabó, un torrent anomenat Eudon, que baixava de la muntanya, dividia la ciutat en dues parts unides per un pont.
La tradició assigna la fundació de la ciutat als germans Atimbre (Ἀθυμβρός), Atimbrad (Ἀθύμβραδος), i Hidrelos (Ἲδρηλος), emigrants d'Esparta, que va fundar cadascun una ciutat diferent, i al no prosperar al final es van reunir en una de sola, Nisa. Es va considerar que el fundador n'era Atimbre. El nom inicial de la ciutat era Atimbre (Ἀθυμβρός), però en època selèucida es va canviar a Nisa, que era el nom d'una de les esposes d'Antíoc I Sòter, fill de Seleuc I Nicàtor.
Sembla que Nisa es va distingir pel cultiu de la gramàtica i la literatura. Estrabó parla de diversos filòsofs i gramàtics eminents, i ell mateix va assistir a classes de retòrica a la ciutat. Dos gramàtics van portar el nom d'Aristodem de Nisa. Aristodem de Nisa el vell va ser deixeble del cèlebre gramàtic Aristarc de Samotràcia, i Aristodem de Nisa el jove era un dels instructors de Gneu Pompeu.
Hièrocles, un geògraf del segle vi, diu que era una seu episcopal, i els seus bisbes van assistir als concilis d'Efes i Constantinoble. S'han trobat abundants monedes romanes encunyades a Nisa, des de l'època d'August fins a la de Gal·liè.
Correspon a la moderna Sultanhisar, a la província d'Aydın, on queden restes d'un teatre, un amfiteatre, un gimnàs i algun altre edifici.